# Колония-ду-Пиауи

Колония-ду-Пиауи на карте штата.

Колония-ду-Пиауи (порт. Colônia do Piauí) — муниципалитет в Бразилии, входит в штат Пиауи. Составная часть мезорегиона Юго-восток штата Пиауи. Входит в экономико-статистический микрорегион Пикус. Население составляет 7433 человека на 2010 год. Занимает площадь 947,873 км². Плотность населения — 7,84 чел./км².

## Демография
Согласно сведениям, собранным в ходе переписи 2010 г. Национальным институтом географии и статистики (IBGE), население муниципалитета составляет:
| Полное население                               | Полное население                               | Полное население                               | Полное население                               | 7433  |
| ---------------------------------------------- | ---------------------------------------------- | ---------------------------------------------- | ---------------------------------------------- | ----- |
| в том числе:                                   | Городское население                            | 2644                                           | Процент городского населения, %                | 35,57 |
|                                                | Сельское население                             | 4789                                           | Процент сельского населения, %                 | 64,43 |
|                                                | Мужское население                              | 3701                                           | Процент мужского населения, %                  | 49,79 |
|                                                | Женское население                              | 3732                                           | Процент женского населения, %                  | 50,21 |
| Плотность населения, чел/км²                   | Плотность населения, чел/км²                   | Плотность населения, чел/км²                   | Плотность населения, чел/км²                   | 7,84  |
| Население муниципалитета в % к населению штата | Население муниципалитета в % к населению штата | Население муниципалитета в % к населению штата | Население муниципалитета в % к населению штата | 0,24  |

По данным оценки 2016 года, население муниципалитета составляет 7527 жителей.

## Статистика
- Валовой внутренний продукт на 2003 год составляет 12 456 699,00 реалов (данные: Бразильский институт географии и статистики).
- Валовой внутренний продукт на душу населения на 2003 год составляет 1688,36 реалов (данные: Бразильский институт географии и статистики).
- Индекс развития человеческого потенциала на 2000 год составляет 0,571 (данные: Программа развития ООН).